# Driftin' Thru

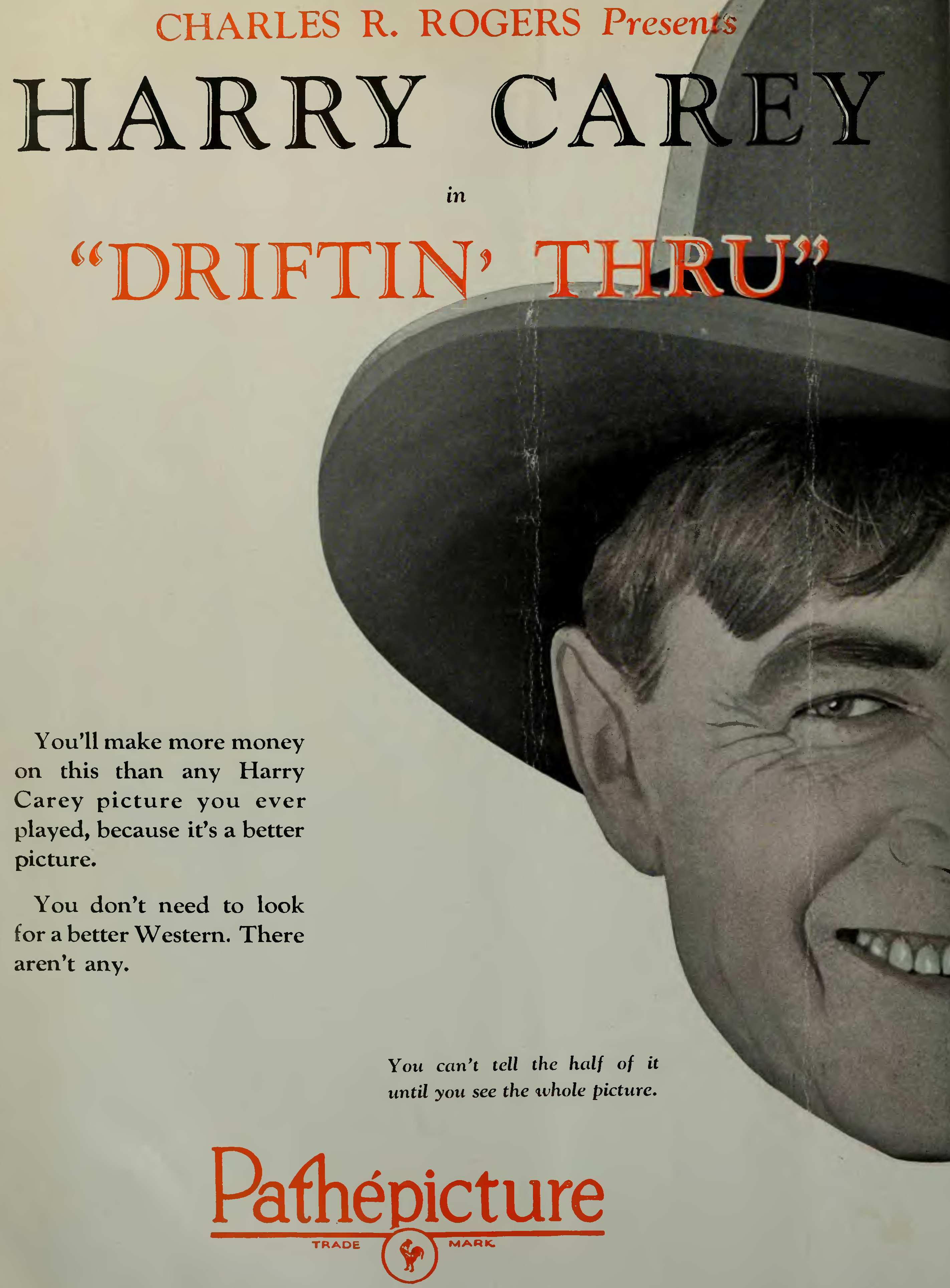
Annonce pour le film dans le magazine The Film Daily.

Driftin' Thru est un western américain réalisé par Scott R. Dunlap et sorti en 1926.

## Synopsis
Daniel Brown, un vagabond, tente d'aider Stella, l'épouse du propriétaire d'un tripot. Il se retrouve accusé de meurtre lorsque l'épouse tire sur un joueur. Dan s'échappe avec son âne et monte dans un train où il est aidé par une jeune femme qui le cache dans une cabine Pullman. Cette femme possède un ranch, et Dan trouve refuge chez le prospecteur Joshua Reynolds, qui lui dit qu'il y a de l'or sur la propriété du ranch de la femme. Dan déjoue le stratagème du contremaître du ranch et de Stella pour dépouiller la femme de ses biens immobiliers. La jeune femme prouve alors que Dan est innocent de l'accusation de meurtre et l'épouse.

## Fiche technique
- Réalisation : Scott R. Dunlap
- Scénario : Basil Dickey, Harvey Gates, Harry Haven
- Photographie : Sol Polito
- Distributeur : Pathé Exchange
- Durée : 50 minutes (5 bobines)[2]
- Date de sortie :
  - États-Unis : 21 février 1926

## Distribution

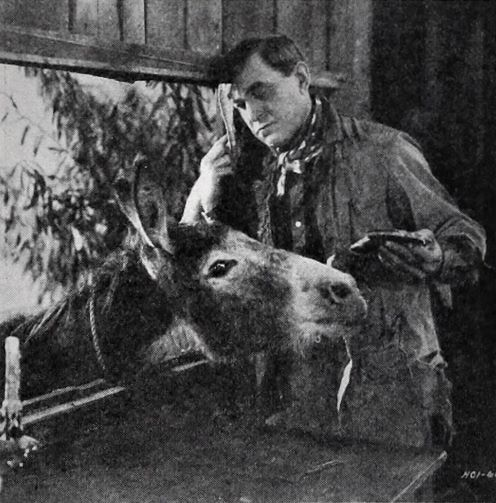
Harry Carey et son âne.

- Harry Carey : Daniel Brown
- Stanton Heck : Bull Dunn
- Ruth King : Stella Dunn
- G. Raymond Nye : Joe Walters
- Joseph W. Girard : Sheriff
- Harriet Hammond : la fille
- Bert Woodruff : Joshua Reynolds